# 北部边疆省
北部邊疆省（阿拉伯语：‎）是沙烏地阿拉伯的一個省份，位於北部，與伊拉克和約旦接壤。該省面积为111,797平方公里。根据2010年的人口普查，該省人口为320,524人。